# Víctor Valussi
Víctor Miguel Valussi  (ur. 8 maja 1912 w Resistencii, zm. 1 kwietnia 1995) – argentyński piłkarz grający podczas kariery na pozycji obrońcy.

## Kariera klubowa
Víctor Valussi piłkarską karierę rozpoczął w pierwszoligowym Chacarita Juniors w 1933. W latach 1935–1945 (z przerwą na grę w Tigre Buenos Aires) był zawodnikiem Boca Juniors. Z Boca Juniors czterokrotnie zdobył mistrzostwo Argentyny w 1935, 1940, 1943 i 1944. W lidze argentyńskiej rozegrał 320 spotkań. Karierę zakończył w meksykańskim Tampico w 1947.
| Sezon   | Klub               | Kraj      | Rozgrywki        | Mecze | Bramki |
| ------- | ------------------ | --------- | ---------------- | ----- | ------ |
| 1933    | Chacarita Juniors  | Argentyna | Primera División | ?     | ?      |
| 1934    | Chacarita Juniors  | Argentyna | Primera División | ?     | ?      |
| 1935    | Boca Juniors       | Argentyna | Primera División | 27    | 0      |
| 1936    | Boca Juniors       | Argentyna | Primera División | 28    | 0      |
| 1937    | Tigre Buenos Aires | Argentyna | Primera División | 23    | 0      |
| 1938    | Boca Juniors       | Argentyna | Primera División | 31    | 0      |
| 1939    | Boca Juniors       | Argentyna | Primera División | 35    | 0      |
| 1940    | Boca Juniors       | Argentyna | Primera División | 26    | 0      |
| 1941    | Boca Juniors       | Argentyna | Primera División | 27    | 0      |
| 1942    | Boca Juniors       | Argentyna | Primera División | 26    | 0      |
| 1943    | Boca Juniors       | Argentyna | Primera División | 27    | 0      |
| 1944    | Boca Juniors       | Argentyna | Primera División | 30    | 0      |
| 1945    | Boca Juniors       | Argentyna | Primera División | 2     | 0      |
| 1946/47 | Tampico Madero FC  | Meksyk    | Primera División | ?     | ?      |

## Kariera reprezentacyjna
W reprezentacji Argentyny Valussi występował w latach 1940–1943. W reprezentacji zadebiutował 18 lutego 1940 w zremisowanym 2-2 meczu w Copa Julio Roca z Brazylią. W 1942 uczestniczył w Mistrzostwach Ameryki Południowej, na których Argentyna zajęła drugie miejsce. Na turnieju w Urugwaju wystąpił w dwóch meczach z Ekwadorem i Urugwajem. Ostatni raz w reprezentacji wystąpił 4 kwietnia 1943 w wygranym 1-0 towarzyskim meczu z Urugwajem. Ogółem w reprezentacji rozegrał 9 spotkań.
| Mecze i gole w reprezentacji | Mecze i gole w reprezentacji | Mecze i gole w reprezentacji | Mecze i gole w reprezentacji | Mecze i gole w reprezentacji | Mecze i gole w reprezentacji | Mecze i gole w reprezentacji |
| #                            | Data                         | Miasto                       | Przeciwnik                   | Gol                          | Wynik                        | Rozgrywki                    |
| ---------------------------- | ---------------------------- | ---------------------------- | ---------------------------- | ---------------------------- | ---------------------------- | ---------------------------- |
| 1.                           | 18.02.1940                   | Rio de Janeiro               | Brazylia                     |                              | 2:2                          | Copa Roca                    |
| 2.                           | 25.02.1940                   | Rio de Janeiro               | Brazylia                     |                              | 3:0                          | Copa Roca                    |
| 3.                           | 05.03.1940                   | Buenos Aires                 | Brazylia                     |                              | 6:1                          | Copa Roca                    |
| 4.                           | 10.03.1940                   | Buenos Aires                 | Brazylia                     |                              | 2:3                          | Copa Roca                    |
| 5.                           | 17.03.1940                   | Avellaneda                   | Brazylia                     |                              | 5:1                          | Copa Roca                    |
| 6.                           | 18.07.1940                   | Montevideo                   | Urugwaj                      |                              | 0:3                          | Copa Hector Gomez            |
| 7.                           | 22.01.1942                   | Montevideo                   | Ekwador                      |                              | 12:0                         | Copa América                 |
| 8.                           | 07.02.1942                   | Montevideo                   | Urugwaj                      |                              | 0:1                          | Copa América                 |
| 9.                           | 04.04.1943                   | Montevideo                   | Urugwaj                      |                              | 3:1                          | towarzyski                   |